# Tokyo: The Last Megalopolis
Tokyo: The Last Megalopolis (帝都物語 Teito Monogatari?) es una película de fantasía histórica tokusatsu producida en Japón en 1988. Es la primera adaptación en imagen real de la serie Teito Monogatari de Hiroshi Aramata.
La película fue un éxito notable en Japón, donde además fue una de las producciones más caras de la historia.

## Argumento
La película es una adaptación de los primeros cuatro volúmenes de los doce de que se compone la colección, es decir, un tercio de la primera novela publicada.
La película comienza en 1923 con Yasumasa Hirai mostrando al barón Eiichi Shibusawa la presencia de poderosos espíritus bajo Tokio. Hirai advierte específicamente a Shibusawa de que el onryo Taira no Masakado no debe ser perturbado bajo ningún concepto, ya que su espíritu es tan poderoso que puede destruir la ciudad por sí mismo. En respuesta a esto, Shibusawa permite al clan Tsuchimikado, del que Hirai es líder, incorporarse al proyecto de expansión de Tokio a fin de aconsejarle sobre cómo convertir Tokio en una ciudad bendecida. Sin embargo, sin que ninguno de ellos lo sepa, un siniestro onmyoji llamado Yasunori Kato ha planeado destruir Tokio invocando a Masakado. Para hacerlo, Kato intenta secuestrar a Yukari Tatsumiya, la descendiente directa de Masakado, para usarla como médium y así despertar a su ancestro, pero el escritor Koda Rohan se entera de sus intenciones y advierte al clan Tsuchimikado. Hirai y sus seguidores encierran a Yukari en el templo del clan para protegerla con onmyodo, con Yasumasa frustrando un intento de Kato de manipular a la mujer por medio de un insecto kodoku en su estómago. De repente, una sirviente de Kato se infiltra y ataca el lugar con los shikigami de Yasunori. El caos se desata en el interior del complejo, hasta que Kato consigue secuestrar a Yukari y abandonar el lugar con ella ante los ojos de Yoichiro, hermano de Yukari. En la guarida de Kato, éste intenta invocar a Masakado a través de Yukari, pero el espíritu rechaza su oferta, y un shikigami enviado por Hirai encuentra el escondite obligando a Yasunori a huir, pero no sin antes infundir sus energías oscuras en el cuerpo de Yukari, que más tarde resulta estar embarazada. El emperador Meiji muere, marcando el final de la Era Meiji; por ello, sabiendo que su tiempo se ha terminado, Hirai realiza seppuku para adivinar el año de la destrucción de Tokio, que resulta ser el año del cerdo. Además, Kato se presenta ante él en sus últimos momentos y declara que el fin de la ciudad es inexorable.
Más tarde, en 1923, Kato se exilia a Dalian, en China, donde sus aliados usan magia para causar terremotos artificiales dirigidos a Japón. Kato vuelve a Tokio para despertar a Masakado por sí mismo, pero es contenido por Koda Rohan y Junichi Narutaki, quienes usan magia Kimon Tonkou aprendida de Hirai para intentar detenerle. A pesar de ello, Kato se deshace de sus barreras mágicas y procede a invocar al onryo, pero la ira de éste por haber sido despertado hace que un rayo fulmine a Kato y que se produzca el gran terremoto de Kantō. A pesar de ello, Kato sobrevive.
Cuatro años más tarde, el ingeniero Torahiko Terada es contratado por Noritsugu Hayakawa para terminar el metro de Tokio, cuya construcción ha sido detenida por los shikigami de Kato. Después de que Terada, no muy convencido de que sean realmente espíritus pero sabedor de que algo extraño ocurre en el subterráneo, contrata al doctor Makoto Nishimura para usa su robot Gakutensoku para acabar la construcción por ellos. Mientras tanto, el espíritu de Masakado llama a una miko llamada Keiko Mekata para proteger su tumba ante Kato. Keiko se alía con el experto en feng shui Shigemaru Kuroda, quien ha encontrado la locación del nuevo escondite de Yasunori, pero antes de poder hacer nada, Kato secuestra a Yukiko, la hija de Yukari, declarando que ella es realmente la hija del hechicero debido a los conjuros que utilizó para embarazar a Yukari. Kato lleva a Yukiko a su guarida e invoca a un espíritu gohō dōji para acabar con Keiko mientras trata de invocar a Masakado. Al mismo tiempo, Kuroda se enfrenta a una enorme estatua que vigila el templo de Kato. Al final, Yasunori tiene éxito en realizar la invocación, pero en última instancia ésta falla, y Keiko explica que Yukiko no es hija de Kato, sino de una relación incestuosa entre Yukari y su hermano Yoichiro. Mientras estos eventos suceden, Gakutensoku es dirigido por Terada y Nishimura para volar el último tramo del metro, pero los shikigami que intentan desactivar a Gakutensoku cortan el cable del detonador; por ello, Nishimura toma la decisión de autodestruir el robot. La explosión disipa las venas de energía espiritual conectadas al templo de Kato, lo que impulsa a éste a intentar estimular el terremoto por su propia acción, pero fracasa por la gran energía que se requiere. Keiko se dispone a dar el golpe final a Kato, pero entonces él la detiene y se la lleva con él a Manchuria. La película termina con la familia Tatsumiya reunida, esperando el retorno de Keiko, mientras Kyoka Izumi predice la vuelta futura de Kato.

## Reparto
- Shintaro Katsu como Eiichi Shibusawa: el director del proyecto de expansión de Tokio, una ambiciosa iniciativa para convertir Tokio en una ciudad más rica, próspera y bendita.
- Kyūsaku Shimada como Yasunori Kato: un malvado hechicero onmyoji que procede de una larga línea de místicos y cuyo objetivo es destruir Tokio cueste lo que cueste.
- Mieko Harada como Keiko Mekata/Keiko Tatsumiya: una sacerdotisa encargada por el espíritu de Masakado de defender la ciudad de las actividades de Kato. Está dotada del poder del bodhisattva Kwannon.
- Jun'ichi Ishida como Yoichiro Tatsumiya: una importante figura en el ministerio de finanzas de Tokio. Es el descendiente directo de Taira no Masakado, esposo de Keiko y hermano de Yukari Tatsumiya. Se trata de una figura central que sirve de intermediario entre los conflictos industriales y espirituales de la historia.
- Shirō Sano como Junichi Narutaki: un amigo íntimo de Yoichiro, que además está enamorado de su hermana Yukari. Participa en la defensa de la ciudad luchando junto al clan Tsuchimikado contra Kato.
- Kōji Takahashi' como Kōda Rohan: el famoso escritor de la era Meiji. Consagrado a detener a Kato por cualquier medio, Koda aprende los secretos del onmyodo después de la muerte de Hirai para usarlas contra las fuerzas que amenazan la megalópolis.
- Haruka Sugata como Yukari Tatsumiya: hermana de Yoichiro, y por ello también descendiente de Masakado. Kato intenta utilizar su cuerpo como medio para despertar al espíritu, pero falla. A pesar de ello, Yukari sigue en su punto de mira cuando da a luz a Yukiko Tatsumiya, cuyo padre primero es tenido por Kato, aunque luego se descubre que es un pariente mucho más cercano.
- Kō Nishimura como Makoto Nishimura: el renombrado biólogo de Japón que inventó el primer robot funcional de Japón, Gakutensoku. Nishimura usa el robot como herramienta para ayudar en la construcción del metro de la ciudad, algo que Kato ve como una interferencia a sus proyectos. En la película, Makoyo es interpretado por su hijo en la vida real, Ko Nishimura.
- Ken Teraizumi como Torahiko Terada: físico y escritor, Terada es un miembro del proyecto de expansión de Tokio inicialmente rechazado por sus compañeros por sugerir la creación de una ciudad subterránea como defensa contra los terremotos. Más tarde es contratado por Noritsugu Hayakawa como cabeza del proyecto de metro de Tokio.
- Mikijiro Hira como Yasumasa Hirai: un maestro onmyoji que dirige el clan Tsuchimikado. Durante la primera parte Hirai es el oponente de Kato, teniendo conocimiento y comprensión de todas sus artes. Después de la muerte del emperador, Hirai sacrifica su vida para predecir el año en que ocurrirá la destrucción de Tokio para que así Koda Rohan pueda impedirlo.
- Sanshi Katsura como Shigemaru Kuroda: un experto en feng shui que está investigando extrañas perturbaciones espirituales en el subsuelo de Tokio. Sirve como asistente de Keiko en la batalla final contra Kato.
- Jō Shishido como Noritsugu Hayakawa: el magnate que fundó el primer metro de Japón. En la película, sus trabajadores son detenidos por los shikigami apostados por Kato, por lo que Hayakawa busca la ayuda de Terada para finalizar el proyecto.
- Katsuo Nakamura como Mori Ōgai: un médico llamado para intentar practicar un aborto en Yukari Tatsumiya después de que ésta haya sido dejada embarazada por Kato.
- Tamasaburo Bando como Kyōka Izumi: un escritor japonés con un gran conocimiento en materias ocultas.